# ŻKS Ostrovia
ŻKS Ostrovia – polski klub żużlowy z Ostrowa Wielkopolskiego. W latach 2010–2015 brał udział w rozgrywkach ligowych. W późniejszym czasie przestał funkcjonować.

## Historia klubu
Żużlowy Klub Sportowy Ostrovia został powołany do życia w opozycji do Klubu Motorowego Ostrów, który w wyniku wysokiego zadłużenia i nieudanej walki o utrzymanie w I lidze został w 2009 roku rozwiązany. W październiku 2009 roku powstało stowarzyszenie zarejestrowane później jako członek Polskiego Związku Motorowego, by wreszcie w lutym 2010 roku, wspólnie z reaktywowaną Wandą Kraków otrzymać warunkową licencję na starty w II lidze. W pierwszym sezonie Ostrovia zajęła 3. miejsce w lidze. Na koniec kolejnego sezonu Ostrovia ponownie uplasowała się na 3. miejscu w tabeli i awansowała do I ligi, ponieważ drużyna PSŻ Poznań nie przystąpiła do spotkań barażowych. W 2015 roku ŻKS Ostrovia po przegranym finale o ekstraligę z SK Lokomotīve Dyneburg kończy swoją działalność.

## Poszczególne sezony
| Sezon | Rozgrywki ligowe | Rozgrywki ligowe | Rozgrywki ligowe | Uwagi                       |
| Sezon | Liga             | Liga             | Miejsce          | Uwagi                       |
| ----- | ---------------- | ---------------- | ---------------- | --------------------------- |
| 2010  | III              | II liga          | 3/8              |                             |
| 2011  | III              | II liga          | 3/8              | Wygrane baraże o awans      |
| 2012  | II               | I liga           | 6/6              | Wygrane baraże o utrzymanie |
| 2013  | II               | I liga           | 6/7              |                             |
| 2014  | III              | II liga          | 1/6              |                             |
| 2015  | II               | I liga           | 2/7              | Przegrane baraże o awans    |

| Poziom ligowy | Liczba sezonów | Sezony          |
| ------------- | -------------- | --------------- |
| II            | 3              | 2012–2013, 2015 |
| III           | 3              | 2010–2011, 2014 |

## Osiągnięcia

### Międzynarodowe
Poniższe zestawienia obejmują osiągnięcia klubu oraz indywidualne osiągnięcia zawodników krajowych (w zawodach drużynowych, par i indywidualnych) i zagranicznych (w zawodach indywidualnych) w rozgrywkach pod egidą FIM oraz FIM Europe.

#### Mistrzostwa świata
Indywidualne mistrzostwa świata juniorów
- 3. miejsce (1):
  - 2015 –  Mikkel Michelsen

#### Mistrzostwa Europy
Indywidualne mistrzostwa Europy juniorów
- 3. miejsce (1):
  - 2011 –  Witalij Biełousow